# Gransnäs ungdomsgård
Gransnäs ungdomsgård är en stiftsgård i Linköpings stift, belägen vid Assjön i Aneby kommun.

## Gården
Gransnäs ligger 9 kilometer väster om Aneby, mellan Bredestad och Askeryd. På gården finns 50 rum med logimöjligheter för ca 180 personer. På gården anordnas företrädesvis ungdoms- och konfirmandläger i Svenska kyrkans församlingars regi, men gården har även viss servering och konferensverksamhet.

## Verksamhet
Gården har en uttalad ungdomsprofil, och gästas till stor del av konfirmandgrupper från Svenska kyrkans församlingar i Linköpings stift. Ett antal församlingar från Stockholms, Växjö och Skara stift gästar även årligen gården för sina konfirmandläger. Gården anordnar också egna sommarkonfirmandläger, i samarbete med Linköpings stift.
Gårdens kök har kapacitet att erbjuda helpension för runt 200 personer. Gårdens serveringslokaler används regelbundet till firande av olika slag, samt minnesstunder, julbord och liknande.

## Historik
Gården var ursprungligen en torpstuga uppförd under 1900-talets första årtionde. 1957 startade kontraktsprost och kyrkoherde Algot Jonsson sommarläger för ungdomar på gården. Gården hyrdes till en början och blev dåvarande Bredestads pastorats ungdomsgård.
1962 bildades en stiftelse, Stiftelsen Gransnäs ungdomsgård, som tog över ägandet av fastigheten, och friköpte i omgångar marken till den omfattning den numer består utav. Från 1962-2017 var stiftelsens årsmöte dess ombudsmöte, med representanter från de två närliggande kontraktens samtliga församlingar, och dess styrelse utsågs av detta ombudsmöte. Från 2017 är gårdens styrelse, tillsammans med den av Linköpings stift anställde föreståndaren, ansvarig för stiftelsens löpande förvaltning och styrning. Styrelsens 9 ledamöter utses av Linköpings stiftsstyrelse (7 mandat) samt Aneby pastorat (2 mandat). En insynsplats är reserverad till en representant för Svenska kyrkans unga.

## Föreståndare
- Algot Jonsson 1957–1982
- Lars Hultberg 1982–1987
- Mårten Gustavsson 1987–2019
- Fredrik Bäckhjem 2019–2020
- Niklas Lindberg (tillförordnad) 2020-2021
- Tobias Enell 2021–2025
- Niklas Lindberg 2025–